# 시장 구조
경제학에서 시장 구조(市場構造, market structure) 또는 시장 형태(market form)이란 수요자와 공급자의 역학관계또는 공급자간의 경쟁에 따라 구분된다. 이러한 시장구조는 그 종류에 따라 재화의 가격과 생산량, 자원배분의 효율성 측면에서 차이가 발생한다.

## 설명
경제학에서 시장 구조는 기업이 판매하는 상품 유형(동종/이종)에 따라 어떻게 차별화되고 분류되는지, 기업 운영이 외부 요인 및 요소에 의해 어떻게 영향을 받는지를 설명한다. 시장 구조를 통해 다양한 시장의 특성을 더 쉽게 이해할 수 있다.
시장의 주체는 공급자와 수요자로 구성된다. 양 당사자는 동등하고 필수 불가결한다. 시장 구조는 시장의 가격 형성 방식을 결정한다. 공급자와 수요자(판매자와 구매자)는 양 당사자가 균형 수량을 생성할 수 있는 가격을 찾는 것을 목표로 한다.
시장 정의는 시장 구조의 변화에 직면한 규제 기관에게 중요한 문제이며 이를 결정해야 한다. 시장의 주체인 구매자와 판매자의 관계에는 판매자(기업과 기업) 간의 관계, 구매자(기업 또는 소비자) 간의 관계, 구매자와 판매자 간의 관계의 세 가지 상황이 포함된다. 시장의 구매자와 판매자, 그리고 시장에 진입하는 구매자와 판매자 사이의 관계. 이러한 관계는 경제학에 반영된 시장경쟁과 독점관계이다.

## 대표적인 시장 구조
- 완전 경쟁
- 불완전 경쟁
- 독점적 경쟁
- 과점
- 독점

## 같이 보기
- 산업조직론
- 미시경제학
- 경제학
- 슈타켈베르크 모형
- 경쟁 (경제학)
- 5 세력 모형